# Звуци Баније
Звуци Баније су бивши српски музички састав, који је изводио крајишку народну музику. Састав је настао 2006. године. Њихова изведба пјесме Мани, мала, сматра се једном од најбољих изведаба ове крајишке пјесме.

## Историја групе
Музички састав Звуци Баније настао је 2006. године у Сремској Митровици. Састав је формирао Драган Петровић из Брезовог Поља код Глине, бивши члан групе Петрова гора. Звуци Баније су име добили по истоименој области, која представља подручје Крајине уз ријеке Уну, Саву и Глину. Групу је основала група Банијаца, на челу са Драганом Петровићем. Темељ групе чинили су Драган Петровић и још неколико бивших чланова групе Петрова гора.
Први музички албум Звуци Баније су издали 2006. године. У периоду од 2006. до 2007. године издали су два музичка албума. Чланови групе били су са простора Баније (Глина и др), а дио чланова био је са простора Кордуна (Слуњ и др). Након првог албума, 2006. године, дио чланова напушта групу. Група престаје са радом 2007. године (премда се још налази на списку предузећа у Србији), а сљедеће године Драган Петровић формира музички састав Момци са Баније. Чланови групе (обе поставе) разишли су се јер су тешко могли ускладити музичке обавезе и приватни живот, будући да су живјели у различитим мјестима у Србији: Сремској Митровици, Зрењанину, Сомбору, Шапцу, Пећинцима.

## Естрадна каријера

### Музички албуми
Свој први музички албум Звуци Баније су издали за бијељински Реноме, 2006. године. Албум, који је био у формату компакт-диска, носио је назив Ој, Банијо, топла варенико. Албум је имао девет пјесама. Готово све текстове је написао Мићо Ј. Рак, док су аутори музике били Борислав Боцо Томашевић и Андрија Бајић. Вокални солиста је био Станко Ћане Петковић. Пратећи вокали били су Драган Петровић, Бранко Бране Вујаклија, Владо Ђорђић, Радоје Нелица и Дане Лабош. Гост на албуму био је Андрија Бајић. На овом албуму налазе се и пјесме које су типичне за Банију и Поткозарје.
Свој сљедећи албум Звуци Баније издају 2007. године. Овај албум су снимили за издавачку кућу Мелодија рекордс, која послује у оквиру медијске куће Дуга. Албум, под називом Ој, Банијо, сузо моја (са девет пјесама), Звуци Баније снимају у измијењеном саставу.  Из групе су отишли Радоје Нелица, Дане Лабош и Владо Ђорђић. У групу је дошао Ненад Тумара (родом из Кордунског Љесковца код Слуња). На овом албуму, аутор највећег броја пјесама био је Ненад Тумара. Гост на албуму била је Наташа Томић, оснивач етно групе Врело. На овом албуму налази се и пјесма Мани, мала. Њихова изведба ове пјесме, уз први глас Ненада Тумаре, сматра се једном од најбољих изведаба ове крајишке пјесме.
Група је снимила и амбијентални телевизијски музички спот.

### Естрадни наступи
Звуци Баније су били гости у емисији Завичају, мили рају, која је снимана за продукцијску кућу Реноме, а емитована је на бијељинској Телевизији БН. Учесници су Дугиног Посела у Зрењанину 2007. године.

### Чланови

#### Посљедња постава
- Ненад Тумара – Вокални солиста.
- Драган Петровић – Вођа групе, пратећи вокал.
- Станко Ћане Петковић – Пратећи вокал, вокални солиста.
- Бранко Бране Вујаклија – Пратећи вокал.

#### Бивши чланови
- Владо Ђорђић – Пратећи вокал.
- Радоје Нелица – Пратећи вокал.
- Дане Лабош – Пратећи вокал.

### Хитови

#### Најпознатији хитови
- Мани, мала (2007)
- Ој, Банијо, топла варенико (2006)
- Ој, Банијо, сузо моја (2007)

#### Остали хитови
- Колко има Костајничких села (2006)
- Родна грудо (шамаричка) (2006, 2007)
- Глина тече (2006, 2007)

### Манифестације
- 2007. Дугино Посело у Зрењанину.[16][17]

## Дискографија

### Албуми
- Ој, Банијо, топла варенико, Реноме (2006)
- Ој, Банијо, сузо моја, Мелодија рекордс (2007)